# Нойкирхен-ам-Гросфенедигер
Нойкирхен-ам-Гросфенедигер (нем. Neukirchen am Großvenediger) — ярмарочная коммуна (нем. Marktgemeinde) в Австрии, в федеральной земле Зальцбург. 
Входит в состав округа Целль-ам-Зе (округ).  Население составляет 2613 человек (на 31 декабря 2005 года). Занимает площадь 165,86 км². Официальный код  —  50614.

## Политическая ситуация
Бургомистр коммуны — Петер Ниндль (АНП) по результатам выборов 2004 года.
Совет представителей коммуны (нем. Gemeinderat) состоит из 19 мест.
- АНП занимает 8 мест.
- СДПА занимает 8 мест.
- местный список: 2 места.
- АПС занимает 1 место.